# Лодкоклювые мухоловки
Лодкоклювые мухоловки (лат. Machaerirhynchus) — род воробьиных птиц из монотипического семейства Machaerirhynchidae, содержит 2 вида. Ранее включался в семейство монарховых (Monarchidae).

## Описание
Тело длиной 11—15 см, вес 9—12 г. Наблюдается половой диморфизм. Самцы окрашены ярче, чем самки. Свое название получили из-за формы клюва, который в профиль похож на лодку. Образом жизни похожи на мухоловок. В гнездо откладывают 2 яйца.
Птицы активны днём. Живут в одиночку или парами, часто объединяясь в смешанные стаи с другими насекомоядными птицами. Размножение происходит в сезон дождей. Это моногамные птицы, у которых постройка чашеобразного гнезда и насиживание яиц являются исключительной компетенцией самки, в то время как кормление потомства разделяют оба родителя.

## Классификация и ареал
- Machaerirhynchus flaviventer — Желтогрудая лодкоклювая мухоловка[1], северо-восток Австралии
- Machaerirhynchus nigripectus — Чернопятнистая лодкоклювая мухоловка[1], остров Новая Гвинея